# Jacqueline Sainclivier
Jacqueline Sainclivier est une historienne française, née à Rennes en 1949, spécialiste de la Résistance et de la Libération en France.

## Biographie
Élève de Michel Denis (1931-2007), elle soutient sa thèse de 3e cycle en 1978, puis sa thèse d'État en 1990 à l'Université de Rennes 2. Elle a été membre du Réseau des Correspondants départementaux de l'Institut d'histoire du temps présent (CNRS). 
Elle est professeur d'histoire contemporaine à l'Université de Rennes 2 jusqu'en 2014 où elle prend sa retraite.
Elle a également été directrice de l'UFR de sciences sociales de l'université jusqu'au début de l'année 2012 et les nouvelles élections.

## Publications

### Ouvrages
- La Bretagne de 1939 à nos jours, Éditions Ouest-France, Rennes, 1989,  (ISBN 2-7373-0488-1).
- La Résistance en Ille-et-Vilaine, 1940-1944, Presses Universitaires de Rennes, 1993, 322 p.
- L'Ille-et-Vilaine, 1918-1958. Vie politique et sociale, Presses Universitaires de Rennes, 1996. 479 p.

### Direction d'ouvrages
- Avec Christian Bougeard, La Résistance et les Français. Enjeux stratégiques et environnement social, Presses Universitaires de Rennes, 1995.
- L'Alliance républicaine démocratique : une formation du centre (1901-1920)  (avec Gilles Richard), Rennes, Presses universitaires de Rennes, coll. « Carnot », 2003, 562 p. (ISBN 2-86847-825-5, présentation en ligne), [présentation en ligne], [présentation en ligne].
- Avec Gilles Richard, Les partis et la République. La recomposition du système partisan, 1956-1967, Presses Universitaires de Rennes, 2007.
- Avec Frédérique Pitou, Les affrontements. Usages, discours et rituels, Presses Universitaires de Rennes, 2008.